# Дубровка (Крестецкий район)
Дубровка — хутор в Крестецком районе Новгородской области России. Входит в состав Ручьёвского сельского поселения.

## География
Хутор находится в центральной части Новгородской области, в зоне хвойно-широколиственных лесов, на правом берегу реки Каменки, на расстоянии примерно 13 километров (по прямой) к востоку-северо-востоку от рабочего посёлка Крестцы, административного центра района. Абсолютная высота — 128 метров над уровнем моря.

### Климат
Климат района характеризуется как умеренно континентальный, влажный, включающий в себя черты как морского, так и континентального климатический типов. Среднегодовая температура воздуха — 3,8 °C. Средняя многолетняя температура самого холодного месяца (января) составляет −9°С (абсолютный минимум — −50 °C), средняя температура самого тёплого (июля) — 17,2 °С (абсолютный максимум — 35 °С). Безморозный период длится около 122 дней. Продолжительность вегетационного периода составляет примерно 172 дня. Среднегодовое количество осадков составляет 695 мм, из которых 490 мм выпадает в тёплый период. Устойчивый снежный покров образуется в начале декабря и сохраняется в течение 141 дня.

### Часовой пояс
Хутор Дубровка, как и вся Новгородская область, находится в часовой зоне МСК (московское время). Смещение применяемого времени относительно UTC составляет +3:00.

## Население
| 2010 |
| ---- |
| 0    |

### Национальный состав
Согласно результатам переписи 2002 года в деревне проживал один житель русской национальности.